# Bài tập về nhà

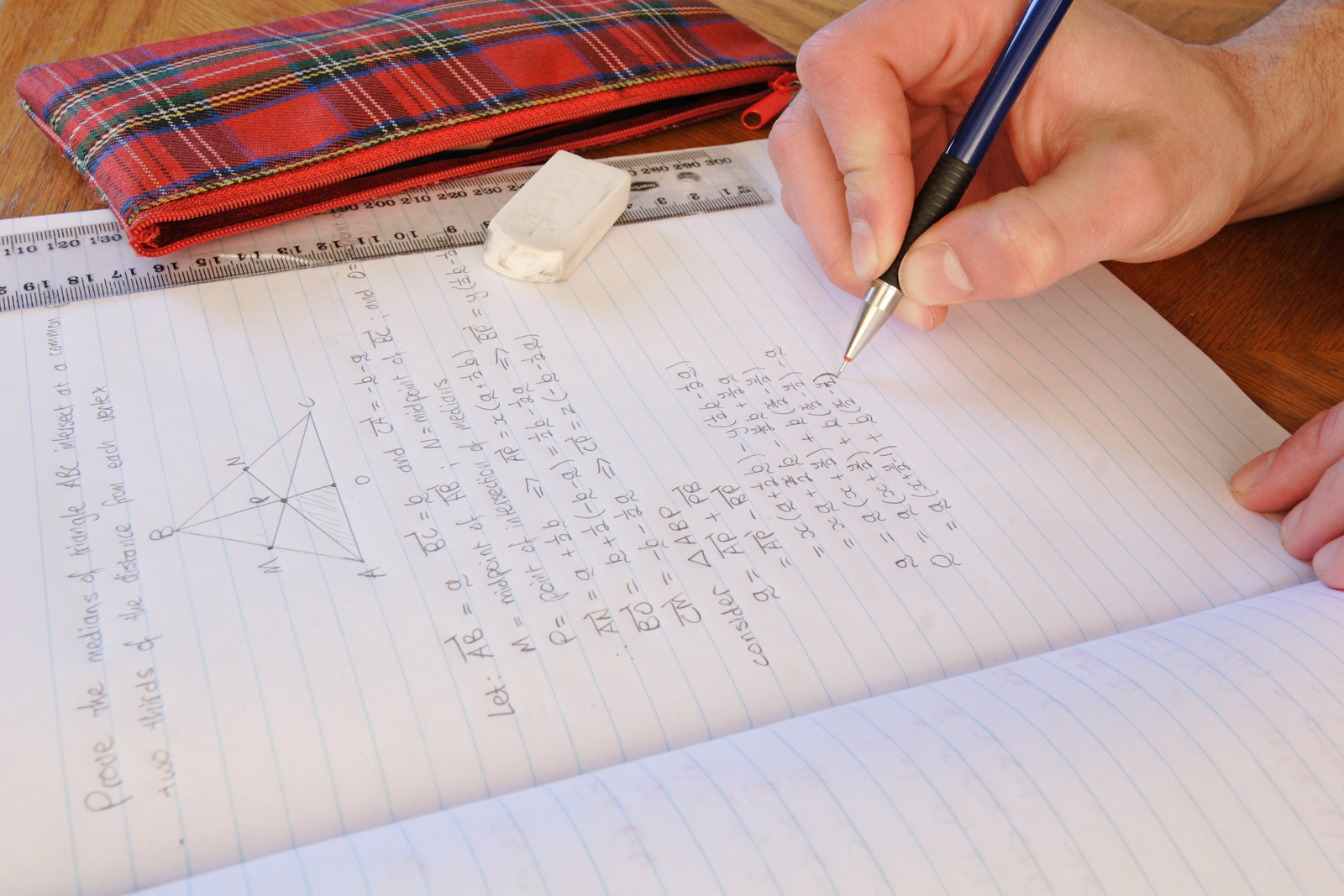
Một người đang giải bài hình học.

Bài tập về nhà hay công việc về nhà là một hay nhiều nhiệm vụ được giáo viên giao cho học sinh để hoàn thành ngoài giờ học. Bài tập đưa ra thường bao gồm chuẩn bị trước bài, ôn tập lại bài tập trên lớp.
Mức độ hữu ích của bài tập về nhà vẫn còn được tranh luận. Nói chung, bài tập về nhà không cải thiện kết quả học tập của học sinh nhỏ tuổi (ví dụ như tiểu học) nhưng có thể nâng cao kỹ năng học tập của học sinh ở độ tuổi lớn hơn, đặc biệt là học sinh có thành tích thấp. Bài tập về nhà cũng tạo ra căng thẳng cho học sinh và phụ huynh, làm giảm thời gian hoạt động, vui chơi, thể dục hay các sinh hoạt đời thường khác.

## Mục đích
Mục đích cơ bản của việc giao bài tập về nhà là để nâng cao kiến thức, tập luyện thuần thục một kỹ năng, củng cố kiến thức được học trên trường lớp, cũng có thể để chuẩn bị cho các bài học hoặc kỳ thi sắp tới.